# Malbo
Malbo è un comune francese di 128 abitanti situato nel dipartimento del Cantal nella regione dell'Alvernia-Rodano-Alpi.
Il territorio comunale ospita la sorgente del fiume Hirondelle.

## Società

### Evoluzione demografica
Abitanti censiti